# Karl Bleyle
Karl Bleyle, född 7 maj 1880 och död 5 juni 1969, var en tysk tonsättare.
Bleyle studerade vid konservatoriet i Stuttgart och för Ludwig Thuille i München. Han bodde från 1923 i Stuttgart. Bleyles kompositioner präglas av en viss folklig friskhet. Blan dessa märks körverken And den Mistral, Lernt lachen, Mignons Beisetzung, Die Höllenfahrt Christi och Prometheus. Bland hans orkesterverk märks Flagellantenzug, Legende samt Der Taucher, och en stråkkvartett, några operor med mera.